# Edward Szwajkiewicz
Edward Szwajkiewicz (ur. 8 czerwca 1954 w Znamiensku) – polski związkowiec, działacz opozycji w okresie PRL.

## Życiorys
Ukończył w 1974 Technikum Mechaniczno-Elektrycznego w Białogardzie, po czym do 1989 był zatrudniony w Stoczni Gdańskiej im. Lenina w Gdańsku jako technik elektryk.
W 1980 wstąpił do „Solidarności”. W sierpniu 1980 uczestnik strajku w Stoczni Gdańskiej im. Lenina. Po wprowadzeniu stanu wojennego uczestniczył w parodniowym strajku na terenie SG. Później zaangażował się w działalność podziemnych struktur związku. W sierpniu 1988 został wiceprzewodniczącym Komitetu Strajkowego, zajął się też ponowną organizacją NSZZ „S” w regionie. W 1989 uczestniczył w obradach plenarnych Okrągłego Stołu, a także w zespole ds. pluralizmu związkowego.
Do 2001 wchodził w skład prezydium zarządu Regionu Gdańskiego NSZZ „S”, był m.in. etatowym sekretarzem zarządu. W latach 1992–1996 reprezentował związek w pracach Komisji ds. Samorządu Terytorialnego przy gdańskim urzędzie wojewódzkim. W 2001 ukończył studia licencjackie na kierunku zarządzania administracją publiczną w Gdańskiej Wyższej Szkole Humanistycznej. Do 2006 pozostawał zatrudniony w przedsiębiorstwie Euroluk Grupy Stoczni Gdynia, następnie został kierownikiem zespołu technicznego w firmie Międzynarodowe Targi Gdańskie.
Wyróżniony odznaką Zasłużonego Działacza Kultury (1999). 28 sierpnia 2008 odznaczony przez prezydenta Lecha Kaczyńskiego Krzyżem Oficerskim Orderu Odrodzenia Polski w związku z 28. rocznicą podpisania porozumień sierpniowych.